# Haval F7
Haval F7 — кроссовер китайского производителя компанией Haval — подразделением китайского автопроизводителя Great Wall Motors. Данная модель представлена в России в двух поколениях.  
Литера «F» (Future) говорит о принадлежности машины к «молодежной» серии: F7 — вторая модель «F серии» бренда, стоящая в линейке выше F5.
Версия «кросс-купе» под названием F7х отличается исключительно внешне: занижена и скошена сзади крыша, укорочен задний свес.

## Первое поколение (1G) 2018 — 2024
Дизайн модели основан на дизайне концепт-кара Haval HB-02 представленного на Автосалоне в Пекине в 2016 году.
Мировая премьера модели официально состоялась в 2018 году в России на Московском автосалоне, в этот же день модель была показана и в Китае. Россия как место формального представления модели была выбрана в связи с тем, что модель помимо Китая выпускается с 2019 года в России на новом заводе «Хавейл Мотор Мэньюфэкчуринг» под Тулой.
Старт продаж в Китае был начат 6 ноября 2018 года по цене от 109 до 149 тыс. юаней (от 1 100 до 1 504 тыс. рублей по актуальному курсу).

### В России
12 декабря 2018 года на только что построенном заводе под Тулой в «тестовом» режиме был собран первый российский Haval F7. К 1 января 2019 года там выпустили ещё несколько экземпляров. Официально производство на заводе стартовало в июне 2019 года. С ноября 2019 года также стал доступна версия «кросс-купе» F7x.
В августе 2024 года на тульском заводе производство кроссоверов F7 и F7x первого поколения прекращено.

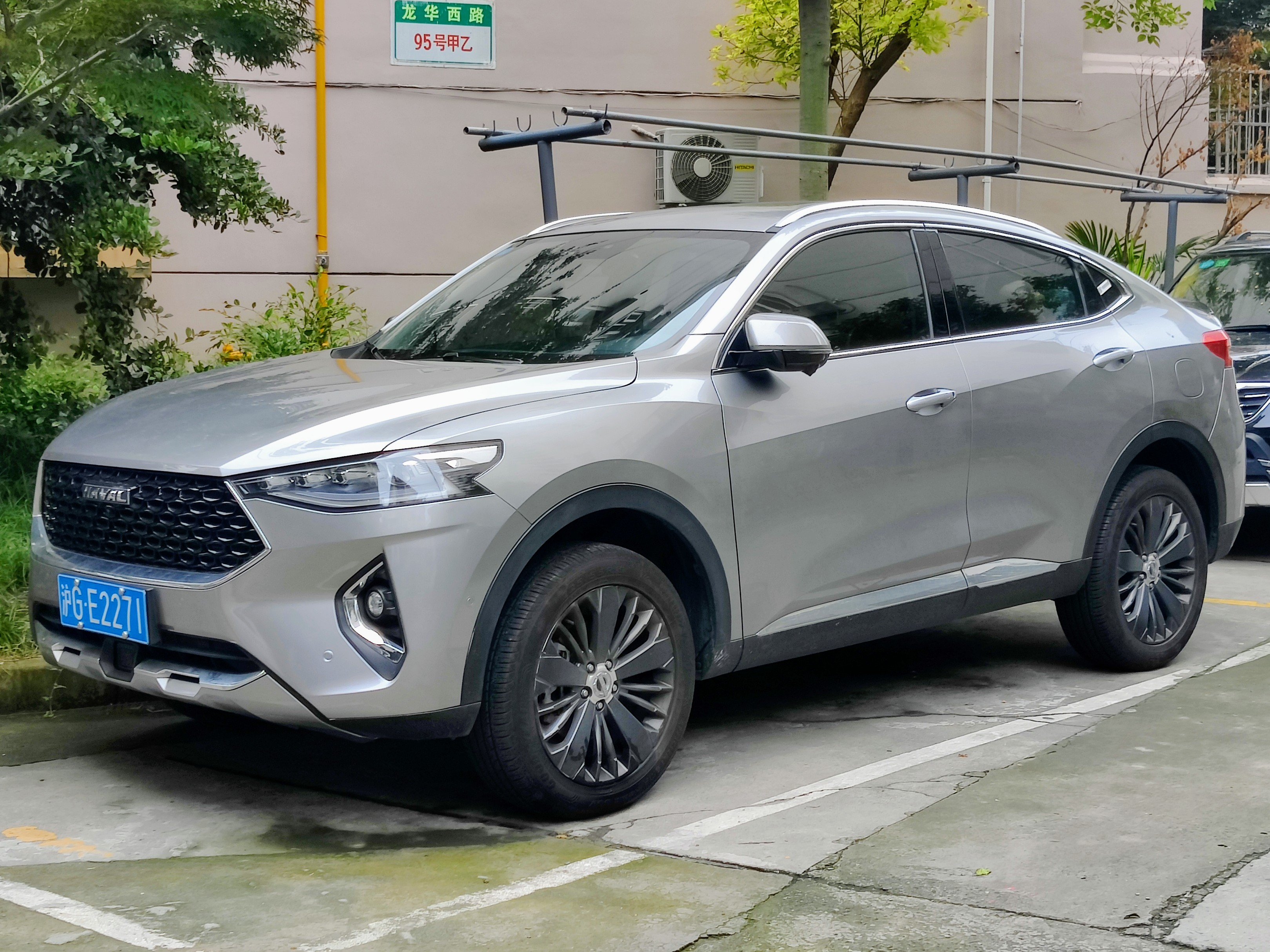
Haval F7x (купе (кузов)).

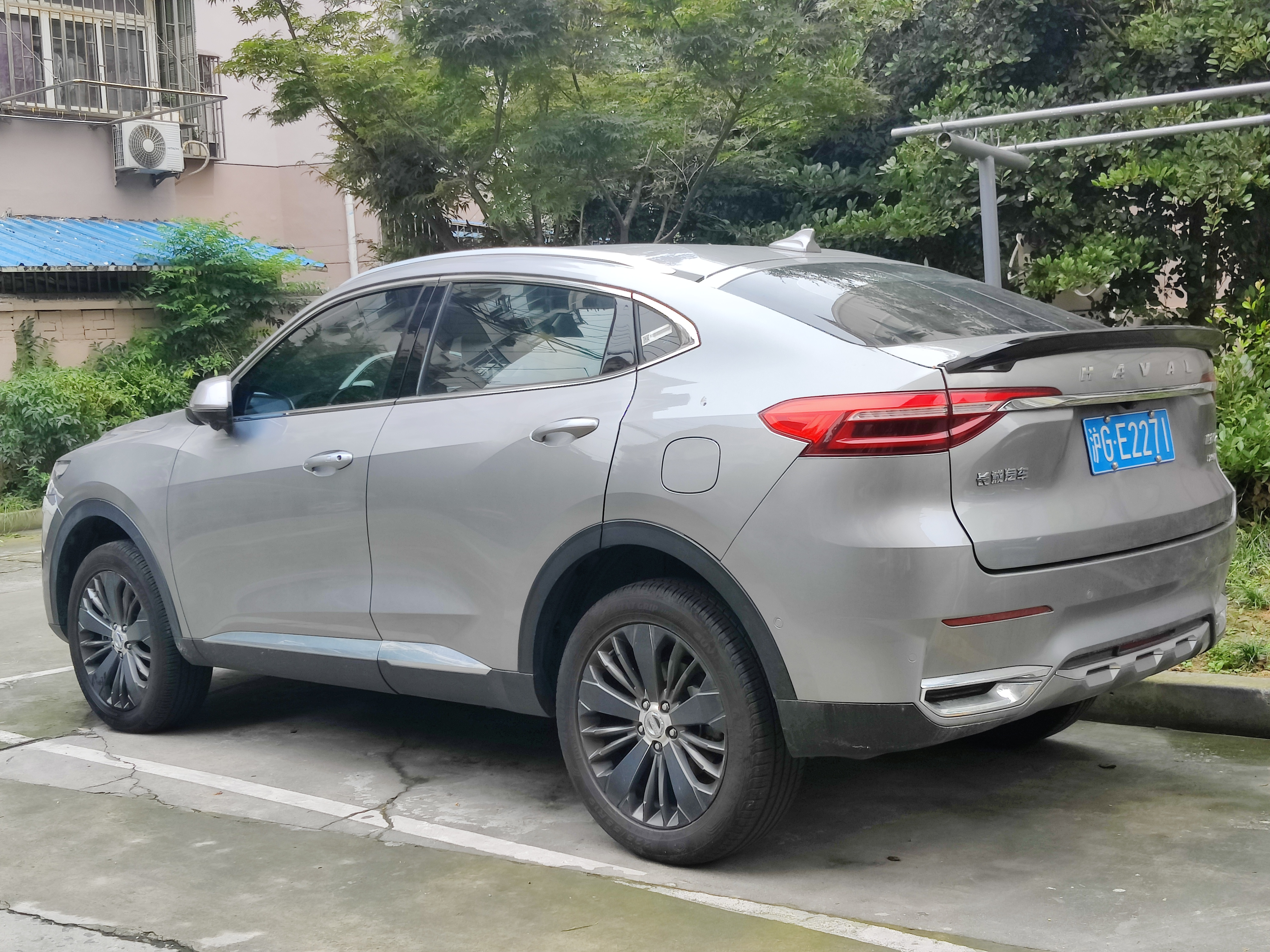
Haval F7x (купе (кузов)).

| Год  | F7    | F7x   |
| ---- | ----- | ----- |
| 2019 | 3219  | 703   |
| 2020 | 6782  | 4 417 |
| 2021 | 12386 | 10336 |

### Технические характеристики
Длина — 4620 мм, ширина — 1846 мм, высота — 1690 мм. Колёсная база — 2725 мм.
Привод — на передние или на все колеса.
Линейка двигателей состоит из двух бензиновых 4-цилиндровых турбированных агрегатов, соответствующих экологическому стандарту Евро-5:
- 1,5-литровый GW4B15 мощностью 169 л. с., максимальный крутящий момент 280 Нм при 1400-3000 об/мин.
- 2,0-литровый GW4C20NT мощностью 197 л. с., максимальный крутящий момент 350 Нм при 2000-3200 об/мин.

В российских версиях мощность 1.5-литрового двигателя снижена со 169 до 150 л. с., а 2.0-литрового — со 197 до 190 л. с.
Коробка передач — преселективный 7-ступенчатый «робот» 7DCT450 с двумя сцеплениями. Это первый подобный агрегат, полностью разработанный и выпускаемый в Китае.
В 2022 году Haval произвела рестайлинг первого поколения F7. Изменения коснулись, главным образом, декоративных элементов интерьера и экстерьера, экранов приборной панели и системы мультимедиа, обогрева ветрового стекла, двухзонного климат-контроля, электронными ассистентами, а также увеличении бачка омывающей жидкости.

### Безопасность
Haval F7 получил высшую оценку «пять звезд» за защиту пассажиров, пешеходов и активную безопасность, набрав общий балл в 94,1% по результатам третьей серии краш-тестов C-NCAP 2020 года.
По состоянию на 2020 год Haval F7 являлся самым безопасным китайским автомобилем по версии CATARC из числа представленных в России.

## Второе поколение (2G) 2024 — н.в.
В 2024 году на заводе Haval в Тульской области в индустриальном парке «Узловая» начато производство второго поколения модели Haval F7 на платформе L.E.M.O.N.
За основу нового поколения F7 взята модель китайского внутреннего рынка Haval Shenshou, представленная 27 августа 2021 года на Автосалоне в Чэнду. Таким образом, новый F7 концептуально не связан с автомобилем первого поколения. Вместе с тем, haval F7 российской сборки существенно отличается от китайской версии кроссовера. Так, кузов получил дополнительную антикоррозийную обработку и "дворник" на заднем стекле. Кроме того, был увеличен объём бачка омывающей жидкости, включен пакет тёплых опций. В салоне российского F7 добавили ряд физических клавиш, а также интегрировали голосовой помощник комплекс "Яндекс Авто". 
Второе поколение представлено в трёх комплектациях – Elite, Premium и Tech Plus, окрас доступен в четырех цветах: «Благородный агат» (белый), «Дымчатый жемчуг» (серый), «Океанический лазурит» (синий) и «Галактический черный» (чёрный).
Автомобиль предлагается с двумя вариантами силовых агрегатов:
- 1,5-литровый турбомотор мощностью 150 л. с. для переднеприводных версий.
- 2,0-литровый мотор мощностью 192 л. с. для полноприводных версий.

Оба двигателя сочетаются с 7-ступенчатой роботизированной коробкой передач с двумя сцеплениями.
В автомобиле имеется встроенная система Haval Connection, которая обеспечивает удаленное управление функционалом через приложение. Запуск двигателя, блокировка дверей, обогрев рулевого колеса и стекол, управление климат-контролем, определение геолокации и другие возможности доступны к управлению со смартфона. За безопасность отвечают шесть подушек безопасности, система стабилизации, контроля слепых зон, системы предупреждения при движении задним ходом, предупреждения об опасности столкновения сзади, ограничителя скорости и функции безопасного открытия двери.

Второе поколение f7x было представлено в России 22 апреля 2025 года. Сборка автомобиля ведется на заводе полного цикла в Тульской области.
Haval F7x доступен в двух комплектациях: Premium и Tech Plus. 

## Комментарии
1. ↑  «Робот» 7DCT450 создан под руководством немца Герхарда Хеннинга, ранее 14 лет возглавлявшего отдел разработок АКПП Volkswagen и бывшего 11 лет главным трансмиссионщиком Daimler, при котором Volkswagen сделал первый в мире 6-ступенчатый автомат для переднего и заднего привода, а в «Мерседесе» он отвечал за «роботов» 7DCT и 9DCT, а также автоматы с 7 и 9 ступенями.[13]

### Тест-драйвы и обзоры
- Haval F7 — видеообзор // Журнал «За рулём»
- Амбициозные устремления Haval F7 // Allroader.Ru, 12 октября 2018